# Kálmán Hazai
Kálmán Gyula Mária Ferenc János Hazai (Târgu Mureș, 17 luglio 1913 – Copenaghen, 21 dicembre 1996) è stato un pallanuotista ungherese, vincitore di una medaglia d'oro all'olimpiade di Berlino 1936.